# Yamaha FZR1000
La Yamaha FZR1000 fue una motocicleta producida por Yamaha de 1987 a 1995. La versión de 1989, ganó el premio de la "Bike of the Decade" ("Moto de la década") de la revista Cycle World, tenía una aceleración de 0-60 mph (97 kilómetros por hora) en 2.9 segundos, y una velocidad máxima por encima de los 167 mph (269 kilómetros por hora).
Ambas líneas , ,  ,,Una característica que le dio a los modelos de 1989 y posteriores el nombre EXUP (del inglés "Exhaust Ultimate Power Valve", que en español significa algo así como "válvula definitiva de potencia en escape") fue un sistema insertado tras la unión de los colectores de escape, una válvula controlada por un servomotor que permitía el libre flujo de los gases de escape a altas rpms y restringía el flujo de los mismos a bajas rpms lo que mejoraba la potencia y par motor en todo el rango útil hasta las 11,500 rpm. La misma permitía un árbol de levas de perfil elevado. Si se desconectaba la válvula EXUP, o se colocaban escapes sin la misma, el funcionamiento al ralenti se volvía muy irregular. Yamaha usó este sistema de válvulas en los modelos YZF que la sucedieron: la YZF 1000 R Thunderace y las YZF 1000 R1 de 1998. Se incorpora también el distintivo nombre de las FAZER en la primera década del 2000. FAZER viene de FZR y pertenecen a las últimas líneas deportivas de pista o "carreras", por su última letra: Racing (R y carenadas) mientas que las FZ (naked y carburadas) de paseo y FZS, donde la última letra es de Sport (ya con inyección) línea de Yamaha desposeídas de carenados aerodinámicos. En estas últimas tres líneas se incorpora la tecnología Blue Core en todos sus motores, brindando potencia a un bajo coste por litro en todas sus versiones a inyección.  

## Historia
- 1987–1988: FZR 1000 "Génesis" con tubos de admisión FAIS (Fresh Air Intake System); 2 faros frontales redondos.
- 1989–1990: FZR 1000 "Exup", Rediseños mayores al chasis y motor con inclusión de la válvula EXUP, 2 faros frontales redondos y "bizcos".
- 1991–1993: FZR 1000 "Exup", Horquilla de tipo invertido , un solo grupo óptico trapezoidal delantero que incluía los faros de cortas y largas, rediseño de chasis y carrocería.
- 1994–1995: FZR 1000 "Exup", Horquillas ajustadas interiormente, frenos mejorados con pinzas de 6 pistones, 2 faros frontales con forma de "ojo de gato".

En algunos mercados se vendieron saldos etiquetados como de años posteriores, por ejemplo modelos 1995 como si fueran modelos 1996.

## Final de la línea
La FZR1000 se dejó de producir en 1996, para dar lugar a una división en la gama de motocicletas de 1000cc de la marca: la vertiente "Sport-Turismo" se cubrió con la YZF 1000R Thunderace, mientras que la vertiente deportiva la cubrió la YZF 1000 R1 a partir de 1998. Con anterioridad Tadao Baba desarrolló la Honda Fireblade en 1992 que también había afectado las ventas de la FZR1000.
No fue sino hasta el desarrollo de la Yamaha YZF-R1 en 1998 que Yamaha se recuperó.